# Erla 5
Die Erla 5 ist ein deutsches Sport- und Reiseflugzeug der 1930er Jahre, das als leichtes und billiges „Volksflugzeug“ den Gedanken des „Fliegens für jedermann“ umsetzen helfen sollte. Letztendlich entstanden von ihr aber nur sehr wenige Exemplare.

## Entwicklung
Die Arbeiten an dem von Franz Xaver Mehr entworfenen Flugzeug begannen in dessen als Flugzeugbau Friedrichshafen Mehr & von Rüdiger GmbH bezeichneten kleinen Unternehmen in Meckenbeuren im Winter 1931/1932 und wurden im März abgeschlossen. Als Antrieb diente ein vom DKW-Stammwerk in Zschopau hergestellter, umgebauter Automotor von 1929, der von der DVL getestet und abgenommen wurde. Der Erstflug des anfangs als Friedrichshafen Me 5 bezeichneten Prototyps wurde von Alfons Lüber Mitte Juli 1932 vom Flugplatz Konstanz aus ohne Komplikationen durchgeführt. Auch die weiteren Flüge ergaben keine Probleme und so konnte die Erprobung am 16. August mit einem viereinhalbstündigen Dauerflug in 2000 m Höhe beendet werden. Auf der Suche nach einem Geldgeber für die geplante Produktion überführte Franz Xaver Mehr die Me 5 im Anschluss mit beigeklappten Tragflächen an ein Auto gehängt per Straßentransport nach Zschopau und flog sie dem Vorstandsmitglied der Auto Union AG, Jørgen Skafte Rasmussen, vor. Rasmussen äußerte sich positiv und konnte die Serienfertigung im Eisenwerk Erla erwirken. Die Materialbeschaffung begann noch 1932 und Anfang Mai 1933 wurde ein als Me 5 a bezeichnetes zweites Exemplar aufgelegt, das eine um 15 cm reduzierte Höhe und auf 120 km/h gesteigerte Höchstgeschwindigkeit aufwies. Dieses war als Musterflugzeug einer insgesamt elf Stück umfassenden Kleinserie vorgesehen und sollte deshalb auf dem „Großflugtag der NSDAP“ am 25. Juni 1933 in Dresden mit der Hoffnung auf nachfolgende Bauaufträge öffentlich vorgeflogen werden. Da aber die Zulassung bis zu diesem Zeitpunkt nicht erteilt wurde, musste auf den Prototyp zurückgegriffen werden. Der war inzwischen etwa Anfang 1933 als Erla Me 5 a zugelassen worden, hatte das Kennzeichen D–2378 erhalten, und war im April 1934 wiederum per Straßentransport nach Erla überführt und dort für Präsentationsflüge mit einem DKW-Triebwerk von 20 PS ausgerüstet worden. Die Vorführung gestaltete sich aufgrund von Motorproblemen äußerst ungünstig und musste letztlich ganz abgebrochen werden. Auch die Erprobung und die Abnahme des zweiten Flugzeugs verzögerte sich unter anderem durch Probleme mit dem Antrieb. Es wurde schließlich im September 1933 als D–2585 registriert. Inzwischen war im Juli der Bau der restlichen zehn Me 5 a angelaufen, aufgrund des Fehlens von Motoren aber nur schleppend, und auch der Absatz blieb hinter den Erwartungen zurück. Bis Ende 1938 aber waren alle elf Serienflugzeuge verkauft. Eines dieser Flugzeuge überstand den Zweiten Weltkrieg, flog in Deutschland von 1955 bis 1958 und gelangte anschließend in die Schweiz, wo es einen neuen Motor erhielt und damit im Oktober 1967 erstmals flog. Es ist erhalten geblieben und im flugfähigen Zustand auf dem Flugplatz Birrfeld beheimatet.
Ab 1937 entwickelte Franz Xaver Mehr als Reaktion auf eine Forderung des NSFK nach einem einsitzigen Schulflugzeug mit 50-PS-Triebwerk aus der Me 5 a die Erla 5D mit vergrößertem Seitenruder, geänderten Fahrwerk und Zündapp-Motor. Im Juni 1938 wurde der Prototyp vollendet und im Juli auf der Belgrader Luftfahrtmesse öffentlich ausgestellt, was aber keine Aufträge nach sich zog. Stattdessen absolvierte das als D–YMOP registrierte einzige Exemplar mit dem Piloten Friedrich Aufermann vom 1. April bis zum 20. Mai 1939 einen Drei-Kontinente-Flug von Europa über Asien nach Afrika und zurück und legte dabei rund 20.000 km zurück. Dafür hatte es zusätzliche Tanks in Rumpf und Flügeln erhalten, die das Gesamtvolumen auf 140 l (101 kg) erhöhten und die Reichweite auf 1500 km steigerten. Im Anschluss wurde es im Juni 1939 auf dem Aerosalon in Brüssel präsentiert, wiederum ohne Erfolg. Heinz Gabler stellte kurz darauf am 2. August 1939 mit der Erla 5D in ihrer Klasse einen Langstrecken-Weltrekord von 1915 km auf der Route Friedrichshafen–Vännäs auf. Das Flugzeug hatte für diesen Flug eine geschlossene Kabine erhalten. Anschließend wurde sie der Deutschen Luftfahrtsammlung in Berlin hinzugefügt, wo sich ihre Spur in den Wirren des Krieges verliert.

## Aufbau

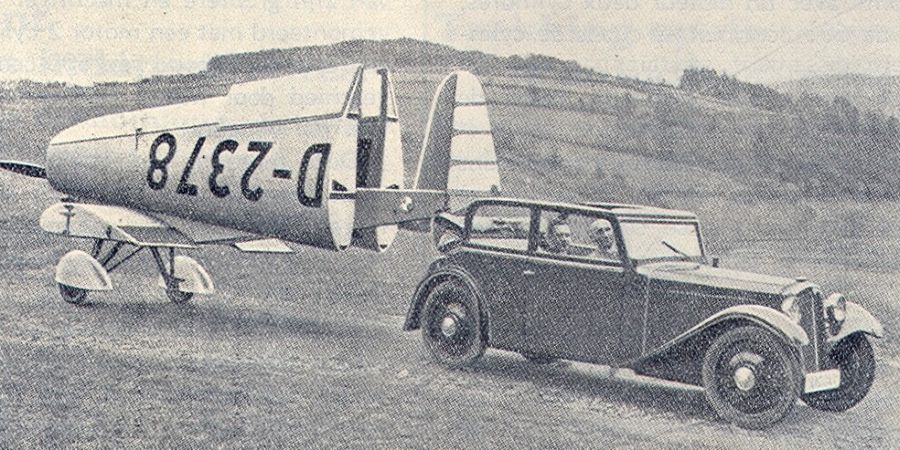
Die für den Transport per PKW abgerüstete Me 5

Die Erla 5 ist ein freitragender Tiefdecker in Ganzholzbauweise. Der Rumpf ebenso wie das Tragwerk mit 2,14° Pfeilung bestehen aus einer sperrholzbeplankten und teilweise mit Stoff bespannten Holzkonstruktion. Die Tragflächen sind abnehmbar und können seitlich des Rumpfes eingehängt werden, was es ermöglicht, das Flugzeug an einen PKW oder ein Motorrad angehängt auf der Straße zu befördern. Die Abmessungen betragen dann etwa 2,50 m Breite, 2,50 m Höhe und 6,20 m Länge. Die Ruder des freitragenden Leitwerks verfügen über eine Stoff-Sperrholzbeplankung (Erla Me 5a) bzw. eine Stoffbespannung (Erla 5D), die Höhen- und Seitenflosse ist mit Sperrholz beplankt. Die Serienflugzeuge unterscheiden sich untereinander durch geringfügig geänderte Fahrwerke und haben im Gegensatz zum ersten Prototyp keine mit einer Achse verbundene Haupträder. Der gefederte Sporn ist nach allen Seiten schwenkbar. Die Erla 5D verfügt über ein Hauptfahrwerk mit 1,25 m Spurbreite und 380 × 150 mm Niederdruckreifen, bei anderen Exemplaren (Erla Me 5a) finden auch Niederdruck-Ballonreifen Verwendung.

## Technische Daten

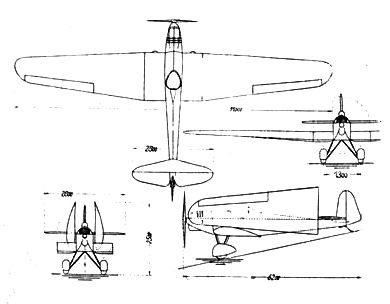
Vierseitenansicht

| Kenngröße                                            | Daten (Erla Me 5)                                                                    | Daten (Erla 5 D)                                                                                        |
| ---------------------------------------------------- | ------------------------------------------------------------------------------------ | --- |
| Besatzung                                            | 1                                                                                    | 1 |
| Spannweite                                           | 11 m (2,50 m geklappt)                                                               | 11,00 m (2,0 m geklappt)                                                                                |
| Länge                                                | 6,20 m                                                                               | 6,80 m                                                                                                  |
| Höhe                                                 | 1,75 m                                                                               | 1,80 m                                                                                                  |
| Flügelfläche                                         | 13,7 m²                                                                              | 14,00 m²                                                                                                |
| Flügelstreckung                                      | 8,8                                                                                  | 8,06 |
| V-Form                                               |                                                                                      | 5,00°                                                                                                   |
| Flächenbelastung                                     | 24,8 kg/m²                                                                           | 27,5 kg/m²                                                                                              |
| Leistungsbelastung                                   | 17,0 kg/PS                                                                           | 7,70 kg/PS                                                                                              |
| Flächenleistung                                      | 1,5 PS/m²                                                                            | 3,65 PS/m²                                                                                              |
| Rüstmasse                                            | 220 kg                                                                               | 265 kg                                                                                                  |
| Zuladung                                             | 105 kg (bei Kunstflug) 120 kg (bei Sport- und Reiseflug)                             | 120 kg                                                                                                  |
| Startmasse                                           | 325 kg (bei Kunstflug) 340 kg (bei Sport- und Reiseflug)                             | 385 kg                                                                                                  |
| Antrieb                                              | ein wassergekühlter Zweizylindermotor mit starrer Zweiblatt-Holzluftschraube         | ein luftgekühlter, hängender Vierzylinder-Reihenmotor mit starrer Zweiblatt-Holzluftschraube (ø 1,80 m) |
| Typ                                                  | DKW Fl 600W mit 600 cm3                                                              | Zündapp 9-092                                                                                           |
| Startleistung Steigleistung Dauer- und Reiseleistung | 18 PS (13 kW) bei 3500/min 16,5 PS (12 kW) bei 3500/min 14,5 PS (11 kW) bei 3000/min | 50 PS (37 kW) bei 2300/min 45 PS (33 kW) bei 2225/min 40 PS (29 kW) bei 2150/min                        |
| Kraftstoffvorrat                                     | 30 l                                                                                 | 40 l (29 kg)                                                                                            |
| Kraftstoffverbrauch                                  |                                                                                      | 13,5–14 l/h bei Reiseleistung                                                                           |
| Höchstgeschwindigkeit                                | 125 km/h                                                                             | 160 km/h                                                                                                |
| Reisegeschwindigkeit                                 | 110 km/h                                                                             | 140 km/h                                                                                                |
| Landegeschwindigkeit                                 | 50 km/h                                                                              | 62 km/h                                                                                                 |
| Steiggeschwindigkeit                                 |                                                                                      | 3,50 m/s                                                                                                |
| Steigzeit                                            | 9,0 min auf 1000 m Höhe 24 min auf 2000 m Höhe                                       | 6,2 min auf 1000 m Höhe 15,5 min auf 2000 m Höhe                                                        |
| Dienstgipfelhöhe                                     | 3500 m                                                                               | 4700 m                                                                                                  |
| Reichweite                                           | 400 km                                                                               | 430 km bzw. 620 km                                                                                      |
| Flugdauer                                            | 4,5 h                                                                                | 4,5 h                                                                                                   |